# Ermenegildo
Ermenegildo ist ein männlicher Vorname ursprünglich westgotischer Herkunft.

## Herkunft und Bedeutung
Ermenegildo ist als eine italienische Form des spanischen und portugiesischen Namens Hermenegildo ein italienischer männlicher Vorname mit der ursprünglichen westgotischen Bedeutung „vollständiges Opfer“. Eine Kurzform des Namens ist Gildo.

## Namensträger
- Ermenegildo Antonio Donadini (1847–1936), österreichisch-deutscher Maler, Restaurator und Fotograf sowie königlich sächsischer Hofrat
- Ermenegildo Carlo Donadini (1876–1955), österreichisch-deutscher Maler und Restaurator
- Ermenegildo Florit (1901–1985), Erzbischof von Florenz
- Ermenegildo Pellegrinetti (1876–1943), vatikanischer Diplomat und ein Kardinal der römisch-katholischen Kirche